# Дильхайм

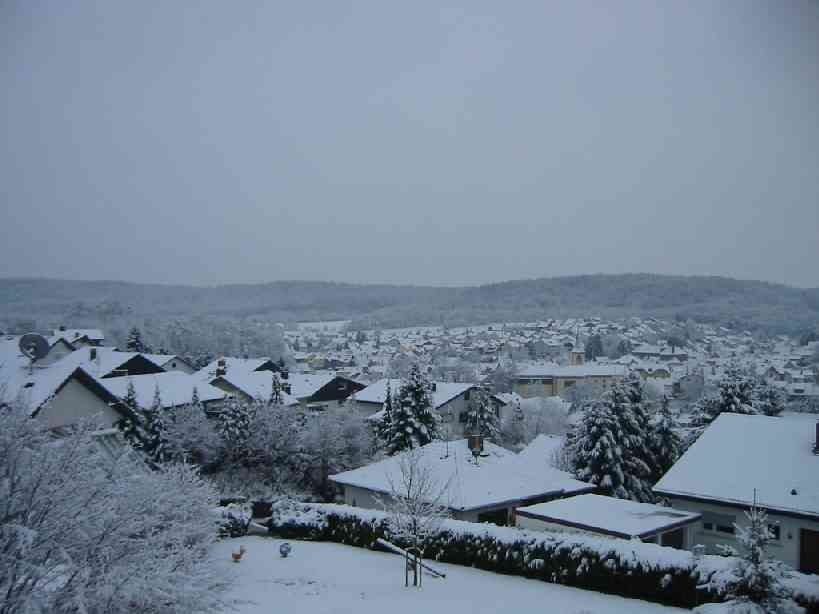
Дильхайм зимой

Дильхайм (нем. Dielheim) — коммуна в Германии, в земле Баден-Вюртемберг.
Подчиняется административному округу Карлсруэ. Входит в состав района Рейн-Неккар. Население составляет 8902 человека (на 31 декабря 2010 года). Занимает площадь 22,67 км².